# سالکیم‌لی (آرتوین)
سالکیم‌لی (به ترکی استانبولی: Salkımlı) یک منطقهٔ مسکونی در ترکیه است که در آرتوین واقع شده‌است. سالکیم‌لی ۳۹۹ نفر جمعیت دارد.